# Korea National Oil Corporation
Korea National Oil Corporation (Knoc) (coreano: 한국 석유 공사) é a Companhia de óleo da Coreia do Sul e uma das empresas mais importantes neste país. A companhia explora petróleo e gás natural em vários locais ao redor do mundo, incluindo o Mar do Norte, Golfo Pérsico, o Mar Cáspio, Mar de Aral, na Península de Kamchatka, na Nigéria, Peru, Venezuela e Coreia do Sul.